# Zákon o zásluhách Václava Havla
Zákon o zásluhách Václava Havla byl přijat na návrh vlády České republiky za účelem uctění památky bývalého prezidenta Václava Havla. Znění zákona je: „Václav Havel se zasloužil o svobodu a demokracii.“ Podobné zákony již byly přijaty v případě T. G. Masaryka, M. R. Štefánika a Edvarda Beneše.

## Iniciace a příprava zákona
Informace o záměru vládní koalice předložit zákon o zásluhách Václava Havla se objevily v médiích ihned v den Havlovy smrti, v neděli 18. prosince 2011. Podle prvních informací měla vláda předložit návrh zákona hned následující pondělí, 19. prosince. V neděli ještě neexistovala plná shoda na obsahu zákona. Karel Schwarzenberg preferoval znění „Václav Havel se zasloužil o svobodu“, Alexandr Vondra preferoval znění, že se Václav Havel zasloužil o republiku. Koaliční shodu na přijetí zákona potvrdil i Radek John.
V pondělí 19. prosince 2011 schválila vláda na svém mimořádném zasedání jednomyslně návrh zákona ve znění: „Václav Havel se zasloužil o svobodu a demokracii.“
Podle vládní důvodové zprávy Václav Havel patří mezi nejvýznamnější osobnosti v českých dějinách, mimořádnou měrou se zasadil o pád komunistického režimu a o obnovení svobody a demokracie a dosáhl oprávněného uznání i v zahraničí, díky čemuž napomohl k opětovnému zapojení České republiky do rodiny evropských a světových demokracií. Jeho zásluhy jsou nepopiratelné a mimořádné a svým významem překračují hranice státu. Vláda v této důvodové zprávě vyjadřuje přesvědčení, že právo „není jen souborem formálně chápaných pravidel chování, ale současně vyjadřuje i hodnoty, na nichž je daná společnost založena, s nimiž bezprostředně souvisí také význam osobností, které tyto hodnoty mimořádným způsobem ovlivnily“.

## Postoje k návrhu
Na tiskové konferenci vládní schválení návrhu zdůvodňoval předseda vlády Petr Nečas, legislativní akt prohlásila za důležitý i předsedkyně sněmovny Miroslava Němcová. Předseda senátu Milan Štěch vyjádřil uznání Václavu Havlovi a prohlásil, že zákonu nebude bránit, poslanec za ČSSD Jan Hamáček uvedl, že pro zákon bude hlasovat. V návaznosti na existenci zákonů o zásluhách Masaryka a Beneše vyjádřil principiální souhlas se zákonem i Petr Gazdík. Kateřina Klasnová prohlásila, že Věci veřejné zákon podpoří. Komentátor Radiožurnálu Petr Nováček označil zvolenou formulaci za šťastnou a vyjádřil názor, že námitky mohou mít jen „krajní části politického spektra“.
Petr Pithart v pořadu České televize Události, komentáře vyjádřil přesvědčení, že politici nemají soudit dějiny formou zákonů, a vytkl vládě, že se nejprve neporadila s oběma komorami parlamentu. Daniel Korte označil deklaratorní zákony za nesmyslné, hodnocení by se mělo přenechat historikům. Silný odpor k návrhu chová senátor Jaroslav Doubrava z hnutí Severočeši.cz. Vytkl Václavu Havlovi souhlas s bombardováním Jugoslávie, amnestii, omluvu Sudetským Němcům, poklonkování Evropské unii, „tzv. humanitní“ postoje k Romům a zmínil též názory o Havlových nevěrách či alkoholismu. Proti návrhu se vyjádřil i senátor za ODS Petr Pakosta, podle nějž se Havlova úloha přeceňuje.
Redakce Parlamentních listů zjišťovala u poslanců za KSČM, zda se chystají zákon podpořit. Pavel Kováčik (KSČM) upozornil na rozporuplnost Havlovy osobnosti a nesrovnatelnost Havla s Masarykem. Uvedl, že on by zákon spíše nepřijímal a že pokud má takový zákon existovat, tak by měl být velice obecný, aby nezpůsobil více škody než užitku. Miloslav Ransdorf uvedl, že je mu lhostejné, zda bude zákon přijat, a upozornil na rozpory mezi Havlovými slovy a činy a rozpornost celé jeho doby. Miloslava Vostrá odpověděla, že podobný zákon by se měl projednávat s větším časovým odstupem. Jiří Dolejš uvedl, že toto je ještě příliš živé a politické a že politické hodnocení v zákoně je problém. Miroslav Opálka zákon odmítl podpořit jednak kvůli inflaci zákonů mistrujících historii, jednak kvůli rozporům mezi slovy a činy u Václava Havla. Uvedl, že pokud zákon projde, zváží předložení zákona, že Ludvík Svoboda se zasloužil o osvobození Československa od nacismu a o nekrvavý průběh srpna 1968. Marta Semelová se vyjádřila jasně proti návrhu, upřela Václavu Havlovi jakékoliv zásluhy a zákon prohlásila za zbytečný. Připomněla humanitární bombardování v Jugoslávii a zvýšení kriminality kvůli rozsáhlé amnestii recidivistů. Europoslanec Jaromír Kohlíček označil zákon za nevhodný, protože Václav Havel, ač určitě nějaké zásluhy má, se v době ohrožení československého státu zbavil odpovědnosti a odstoupil z funkce, místo aby přispěl k jeho záchraně. Silně odmítavá stanoviska k osobě Václava Havla v předchozích dnech vyjádřili Vojtěch Filip a Stanislav Grospič.
Radiožurnál i iDnes.cz připomněly, že předchozí podobný zákon, o Edvardu Benešovi, prezident Václav Klaus nepodepsal (avšak ani nevetoval) a zdůvodnil to tím, že názor na historii by si měl každý udělat sám a není k tomu potřeba vytvářet zákon, a je tedy otázkou, jak se postaví k tomuto návrhu.

## Přijetí zákona
Poslanecké sněmovně vláda předložila tento návrh 27. prosince 2011 a zároveň požádala o jeho schválení ve zkráceném jednání, tedy již v prvém čtení. Dne 1. února 2012 jej Poslanecká sněmovna v prvním čtení schválila, pro byli téměř všichni ze 161 přítomných poslanců kromě poslanců za KSČM (všichni přítomní členové KSČM se zdrželi hlasování), proti zákonu jako jediný hlasoval Jiří Koskuba z ČSSD. Dne 29. února 2012 jej schválil i Senát. Pro hlasovalo 52 senátorů z celkem 59 přítomných, šest se zdrželo a proti hlasoval pouze komunistický senátor Václav Homolka.
Prezident Klaus zákon dne 16. března 2012 podepsal.